# CHARA

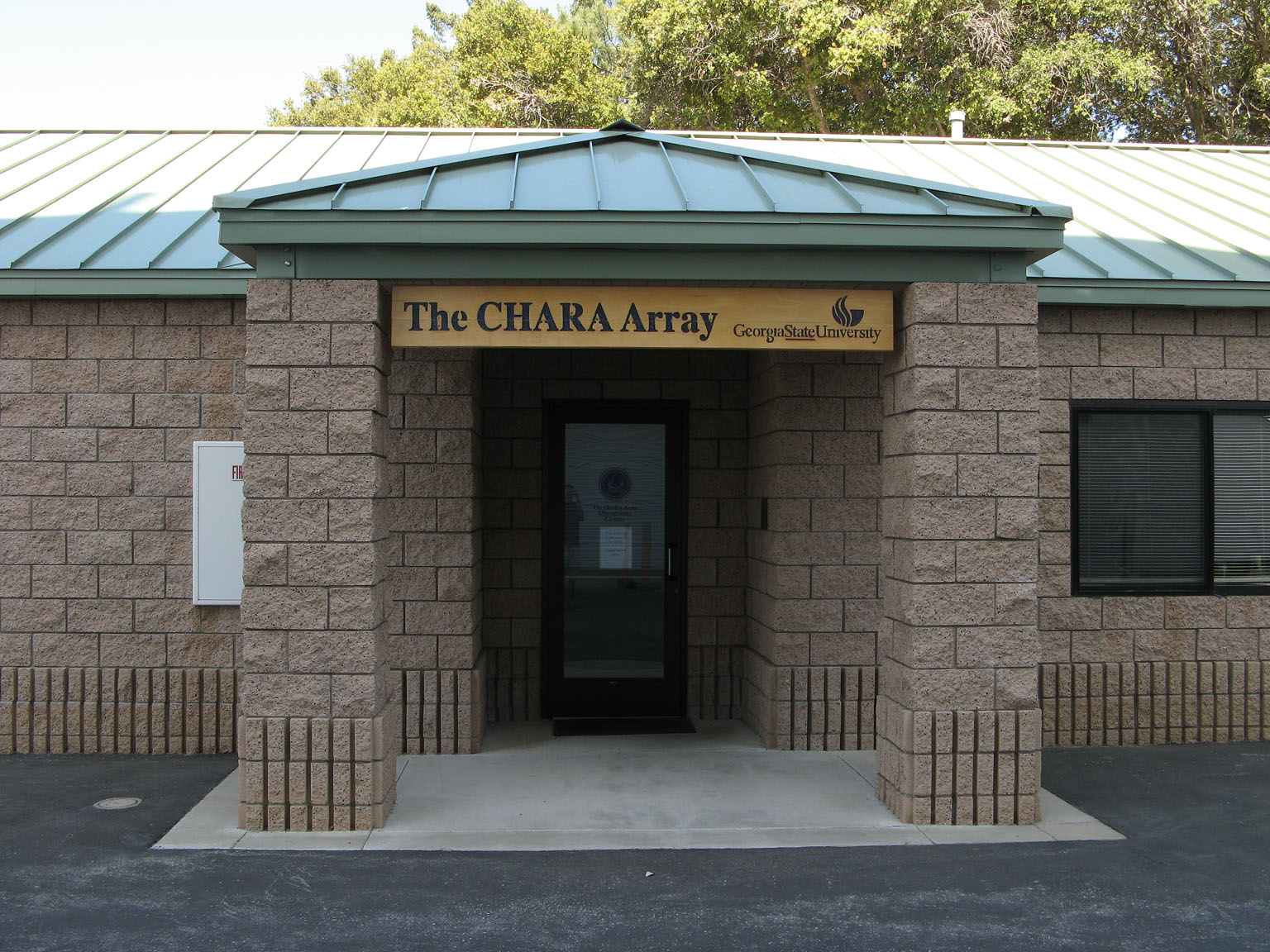
Centre d'opération de CHARA

Pour les articles homonymes, voir Chara.
L'interféromètre CHARA est un interféromètre astronomique optique opéré par The Center for High Angular Resolution Astronomy (CHARA) de l'Université d'État de Géorgie (GSU). C'est le télescope avec le plus grand pouvoir de résolution dans l'infrarouge au monde. Il est situé à l'observatoire du Mont Wilson, près de Los Angeles.
C'est un exemple d'interféromètre optique à longue base.

## Description et résultats

Images du système triple Algol

CHARA est formé de six télescopes de 1 mètre dont les faisceaux lumineux sont combinés optiquement. Son usage scientifique a commencé en 2002 et son usage « régulier », en 2004. Dans l'infrarouge, l'interféromètre a une résolution de 5 × 10−4 secondes d’arc. En 2007, des images de la surface d'une étoile de la séquence principale autre que le Soleil ont été publiées pour la première fois.
Objets observés
- Algol
- Altaïr
- Beta Lyrae
- Véga

### Articles connexes

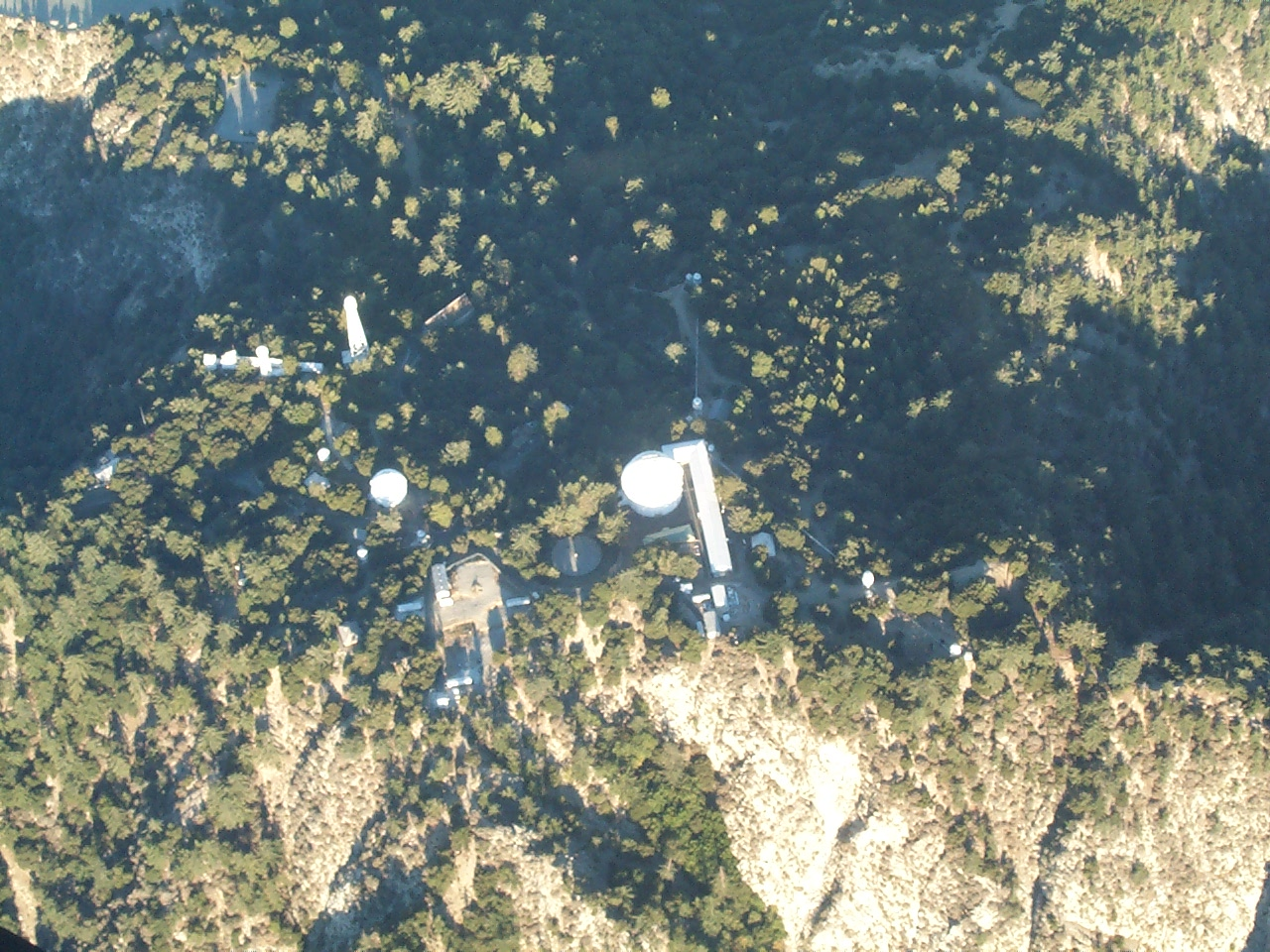
Vue du haut du mont Wilson, incluant le télescope historique de 100 pouces de l'Observatoire du Mont Wilson (centre), le télescope de 60 pouces (centre gauche) et CHARA.